# فتحي سعيد
فتحي محمود سعيد هو شاعر مصري ولد في 12 يوليو 1931 (الموافق 25 ربيع الأول 1350 هـ) بقرية الروقة التي تتبع صفط الحرية، في إيتاي البارود بمحافظة البحيرة في مصر، وتوفي في 18 يناير 1989 (الموافق 10 جمادى الآخرة 1410 هـ).

## نشأته
كان والده محمود سعيد حاصلاً على عالمية الأزهر، ومدرساً للغة العربية بمدارس مدينة دمنهور. فنشأ فتحي في بيت علم وثقافة، فقد كان والده شاعراً وكثيراً ما كان يحث ابنه على القراءة وكثرة الاطلاع وكذلك نظم الشعر.

## تعليمه
كان الوالد هو المعلم الأول للشاعر، حينما كان يستيقظ مبكراً للصلاة ثم يجلس لتلاوة القرآن الكريم بصوته المرتفع، ولذا كان القرآن الكريم هو أول كتاب تفتحت عليه عين هذا الطفل منذ صغره على الرغم من عدم إدراكه لمعنى بعض الألفاظ القرآنية.

التحق فتحي سعيد بمدرسة التعاون الإنساني بدمنهور وحصل على شهادة إتمام الدراسة الابتدائية عام 1945، ثم التحق بمدرسة دمنهور الثانوية وحصل على الثانوية العامة سنة 1952. وعن تلك الفترة يقول: 

وبعد حصوله على الثانوية العامة التحق بكلية الآداب قسم اللغة العربية تحت إلحاح من والده لينمي موهبته الشعرية، ولكنه تعثر في الدراسة لمدة ثلاث سنوات بسبب علوم العروض والصرف والنحو، ولذا قرر أن يترك دراسة اللغة العربية إلى دراسة الاجتماع والخدمة العامة. يقول فتحي سعيد عن تحول المسار التعليمى عنده: 
ثم حصل على دبلوم الدراسات التكميلية في 1955، ثم بكالوريوس الخدمة الاجتماعية من المعهد العالي للخدمة الاجتماعية بالإسكندرية عام 1959.

## عمله

### العمل الوظيفي
- مدرس 1954 - 1959
- أخصائي اجتماعي، ثم موجه اجتماعي 1960
- وكيل ثقافة القرية بالثقافة الجماهيرية 1970-1972

### العمل الصحفي
- محرر بجريدة الجمهورية 1960
- سكرتير تحرير مجلة بناء الوطن 1962-1970
- محرر بمجلة الإذاعة والتليفزيون 1972-1977
- عضو مجلس إدارة مجلة الإذاعة والتليفزيون 1977-1982
- نائب رئيس تحرير مجلة الإذاعة والتليفزيون 1985
- رئيس تحرير مجلة الشعر التي تصدر عن اتحاد الإذاعة والتليفزيون 1987

### العمل الأدبي
- عضو نقابة الصحفيين 1963
- عضو جمعية المؤلفين والملحنين 1970
- عضو لجنة الشعر في المجلس الأعلى للثقافة 1980
- عضو مجلس إدارة اتحاد الكتاب 1980
- عضو لجنة النصوص بالإذاعة والتليفزيون 1982
- عضو لجنة الدراما العليا بالإذاعة والتليفزيون 1982
- عضو بلجان الاستماع والشعر من منتصف السبعينات

## إنتاجه الأدبي
جمع نتاج فتحي سعيد الشعري بين الشكلين: العمودي، وقصيدة التفعيلة، وجمع بين ملامح الرومانسية والتيار الواقعي التأملي الذي برز في الخمسينيات والستينيات، وانشغلت قصائده بالقضايا والأحداث العامة. واهتم بالموسيقا والقافية مما سهل تلحين قصائده وغناءها، واللغة السهلة البسيطة التي تأخذ طابع اللغة السردية في كثير من القصائد. وتكشف قصيدة «إلا الشعر يا مولاي» بوضوح عن خصائص فنه وتوجهه.
ترجمت قصائد فتحي سعيد إلى عدد من اللغات، منها: الإنجليزية، والفرنسية، والألمانية، واليونانية، والإيطالية، والألبانية، واليابانية، والصينية، والهندية.
ويمكننا أن نرتب النتاج الأدبي لفتحي سعيد بحسب النشر وليس الإنتاج إلى ما يلى:

### دواوين
1. فصل في الحكاية: دار الآداب - بيروت 1966، الهيئة المصرية العامة للكتاب 1975
2. أوراق الفجر: الدار القومية للطباعة والنشر 1966، الكاتب العربي 1960
3. مصر لم تنم على يوتيوب: الهيئة المصرية العامة للكتاب 1973، مطبوعات الجديد 1986
4. دفتر الألوان: مختارات الجديد - القاهرة 1975
5. مسافر إلى الأبد: الهيئة المصرية العامة للكتاب 1979
6. بعض هذا العقيق: دار المعارف - القاهرة 1980
7. رباعيات السلوم: المجلس الأعلى لرعاية الفنون والآداب والعلوم الاجتماعية 1980
8. إلا الشعر يا مولاي: روز اليوسف - القاهرة 1980، مكتبة مدبولي - القاهرة 1983
9. الفلاح الفصيح (مسرحية شعرية): الهيئة المصرية العامة للكتاب - القاهرة 1982
10. أغنيات حب صغيرة: مكتبة غريب - القاهرة 1980
11. ثرثرة على مائدة ديك الجن: الهيئة المصرية العامة للكتاب - القاهرة 1987، مكتبة مدبولي - القاهرة 1991
12. عصافير الحجارة: مكتبة مدبولي - القاهرة 1990
13. مسك الليل (تحت الطبع)
14. أندلسيات مصرية (تحت الطبع)

### دراسات نثرية
1. الغرباء: الدار القومية للطباعة والنشر - القاهرة 1966، الهيئة المصرية العامة للكتاب 1988
2. شوقي أمير الشعراء لماذا؟: دار المعارف - القاهرة 1978
3. أبو الوفا - رحلة الشعر والذكريات: دار المعارف - القاهرة 1979
4. عشاق لكن شعراء: دار المعارف - القاهرة 1980، طبعة ثانية - القاهرة 1980
5. في بلاط الصحافة والأدب: دار المعارف - القاهرة 1985
6. السفر على جواد الشعر: دار الهلال - القاهرة 1978
7. عن الشعر والشعراء: الثقافة الجماهيرية - القاهرة 1989

## الجوائز التي حصل عليها
حصل فتحي سعيد على العديد من الجوائز والأوسمة وشهادات التقدير الدولية والعالمية والمحلية أيضاً، لما لشعره من تميز وتعدد في الموضوعات وتنوع في جوانب المعالجة والتناول بما يستحق التقدير الذي يجعله في مصاف الشعراء البارزين. ومن هذه الشهادات والجوائز والأوسمة:
- جائزة الشعر للشعراء الشبان أقل من 30 سنة، عامي 1959- 1960
- جائزة الأغنية العاطفية، عن أغنية «أحبه كثيرا» عام 1970
- الجائزة الأولى لأغاني المعركة، عن أغنية «مصر لم تنم» عام 1973
- جائزة الدولة التشجيعية في الشعر عامي 1973 و1980
- جائزة الدولة التشجيعية في الشعر عام 1980، عن ديوانه «مسافر إلى الأبد»
- وسام الفنون والآداب والاستحقاق من الطبقة الأولى عام 1980
- جائزة الدولة التشجيعية في أدب الرحلات عام 1988، عن كتابه «السفر على جواد الشعر»
- الشهادة التقديرية لجمعية الفنون العربية عام 1986
- جوائز مهرجانات الشعر التي أقيمت في دمشق والرباط وعمان وبغداد[بحاجة لدقة أكثر]
- جائزة الشعر العالمية من مهرجان الشعر العالمي الذي أقيم في شتروجا، يوغوسلافيا سنة 1978-1979
- الميدالية الذهبية لشعراء حوض البحر الأبيض المتوسط في روما عام 1988

## وصلات خارجية
- فتحي سعيد على موقع أرشيف الشارخ.
- ديوان أغنيات حب صغيرة
- ديوان بعض هذا العقيق
- ديوان دفتر الألوان
- ديوان فصل في الحكاية
- كتاب عشاق لكن شعراء
- كتاب في بلاط الصحافة والأدب
- مقتطفات نقدية من كتاب جماليات القصيدة المعاصرة
- صفحة الشاعر فتحي سعيد على فيسبوك  على فيسبوك.
- أحبه كثيراً
- أحبه كثيراً على يوتيوب
- اتحداك على يوتيوب
- الطفلة الصغيرة على يوتيوب
- قلبى يراك على يوتيوب
- لاتكابر على يوتيوب
- مصر لم تنم على يوتيوب
- يا وطناً عربياً على يوتيوب
- دعوة
- وجه من المدينة